# 斯拉洛姆湖
62°12′S 58°57′W / 62.200°S 58.950°W
斯拉洛姆湖（英語：Slalom Lake），是南極洲的湖泊，位於南設得蘭群島的喬治王島，處於菲爾德斯半島的阿德利灣以北0.5公里，現時由南極條約體系管理。